# Luis G. Pardo
Luis G. Pardo (* 23. Juni 1867; † 1931) war ein mexikanischer Botschafter.

## Leben
Luis G. Pardo studierte Rechtswissenschaft. Er wurde am 23. Juni 1893 Botschaftssekretär dritter Klasse und Kanzler der Legation und des Generalkonsulates in Tokio. Er wurde am 11. Juni 1894 zum Botschaftssekretär zweiter Klasse befördert.
Die Liberale Revolution in Guatemala 1871 von Miguel García Granados Zavala wurde in Mexiko vorbereitet. 1910 beobachtete die Regierung von Porfirio Díaz das Verhalten von Sherburne Gillette Hopkins in Guatemala, da sie dort eine Sammlung von Anhängern von Francisco Madero vermutete. Als Botschafter in Guatemala fertigte Luis G. Pardo einen Bericht über Hopkins in Guatemala.
Daneben beteiligte sich Luis G. Pardo an der publizistischen Auseinandersetzung mit Hopkins. Für einen Artikel in der Washington Post bestätigte ihm General Victoriano Huerta, der damals das Kommando über die Militärzone von Guerrero hatte, dass die Südgrenze von Mexiko durch die Kräfte von Madro bedroht sei.
Als Victoriano Huerta den Präsidenten Francisco Madero ermorden hatte lassen, war Luis G. Pardo Geschäftsträger in Japan.
| Vorgänger    | Amt                                                                        | Nachfolger                           |
| ------------ | -------------------------------------------------------------------------- | ------------------------------------ |
| Emilio Pardo | mexikanischer Botschafter in Kopenhagen 9. Dezember 1904 bis 5. Mai 1905   | Francisco León de la Barra y Quijano |
| Emilio Pardo | mexikanischer Botschafter in Brüssel 16. Dezember 1904 bis 2. Februar 1905 | Francisco León de la Barra y Quijano |

| Vorgänger                | Amt                                                                       | Nachfolger                                                            |
| ------------------------ | ------------------------------------------------------------------------- | --------------------------------------------------------------------- |
| Fidel Rodríguez Parra64  | mexikanischer Botschafter in Guatemala 22. Juni 1908 bis 1. März 1911     | José Mariano Crespo y Beltranera Nombrado en Guatemala y El Salvador. |
| Federico Gamboa Iglesias | mexikanischer Botschafter in Tegucigalpa 15. Juli 1908 bis 16. März 1911  | Victoriano Salado Álvarez                                             |
| Federico Gamboa Iglesias | mexikanischer Botschafter in San Salvador 15. Juli 1908 bis 16. Juli 1911 | Victoriano Salado Álvarez                                             |

| Vorgänger                     | Amt                                                                                            | Nachfolger             |
| ----------------------------- | ---------------------------------------------------------------------------------------------- | ---------------------- |
| Miguel de Béistegui y Septién | mexikanischer Botschafter in Quito Sitz Santiago de Chile 26. August 1911 bis 25. Oktober 1912 | Adolfo Mújica y Sáyago |
| Miguel de Béistegui y Septién | mexikanischer Botschafter in Bogotá 26. August 1911 bis 25. Oktober 1912                       | Adolfo Mújica y Sáyago |
| Miguel de Béistegui y Septién | mexikanischer Botschafter in Lima Sitz Santiago de Chile 26. August 1911 bis 25. Oktober 1912  | Adolfo Mújica y Sáyago |
| Miguel de Béistegui y Septién | mexikanischer Botschafter in Santiago de Chile 26. August 1911 bis 25. Oktober 1912            | Adolfo Mújica y Sáyago |

| Vorgänger                     | Amt                                                                                             | Nachfolger             |
| ----------------------------- | ----------------------------------------------------------------------------------------------- | ---------------------- |
| Miguel de Béistegui y Septién | mexikanischer Botschafter in La Paz Sitz Santiago de Chile 28. August 1911 bis 25. Oktober 1912 | Adolfo Mújica y Sáyago |

| Vorgänger               | Amt                                                                       | Nachfolger              |
| ----------------------- | ------------------------------------------------------------------------- | ----------------------- |
| Ramón G. Pacheco        | mexikanischer Botschafter in Tokio 1. Februar 1913 bis 10. Dezember 1914  | Manuel Pérez Romero     |
| Pablo Herrera de Huerta | mexikanischer Botschafter in Peking 1. Februar 1913 bis 10. Dezember 1914 | Pablo Herrera de Huerta |